# Nahomi Kawasumi
Nahomi Kawasumi és una centrecampista i davantera de futbol amb 78 internacionalitats i 19 gols amb Japó. Amb la selecció ha sigut campiona mundial i asiàtica i subcampiona olímpica.
Va ser setena al FIFA Women's World Player 2014. A la Nadeshiko League va ser nomenada millor jugadora al 2011 i 2013, i a la NWSL va ser inclosa al onze ideal al 2014.

## Trajectòria
| Temporades       | Club                                   | Títols                                   | Selecció (fases finals)                                                                                     |
| ---------------- | -------------------------------------- | ---------------------------------------- | --- |
|                  | Yamato Sylphic                         |                                          | |
| 2004 - 2007      | Nippon SCU                             |                                          | |
| 2008 - 2016 2014 | Kobe Leonessa · Seattle Reign (cessió) | 3 Lligues, 5 Copes, 1 Copa de la Lliga 0 | Jocs Asiàtica 2010 (C), Mundial 2011 (C), Jocs Olímpics 2012 (SC) Copa Asiàtica 2014 (C), Mundial 2015 (SC) |
| 2016 - act.      | Seattle Reign                          |                                          | |